# 佐藤朝生
佐藤 朝生（さとう ともお、1907年〈明治40年〉5月14日 - 1999年〈平成11年〉）は、日本の内務官僚。人事院事務総長（初代）、総理府総務副長官。

## 人物・経歴
昭和2年（1927年）旧制第一高等学校、昭和5年（1930年）東京帝国大学法学部政治学科卒業後、内務省へ入省。
昭和11年（1936年）内閣書記官、昭和13年（1938年）内閣官房会計課長、昭和20年（1945年）内閣官房総務課長に就任する。鈴木貫太郎内閣では迫水久常内閣書記官長の下で終戦の詔書に関わり、首相官邸に泊まり込んでいた8月15日の早朝、自宅に帰っていた鈴木貫太郎首相に電話し、「官邸が襲撃されました。兵隊たちが総理を捜しに自宅へ向かいました。すぐ逃げてください。」と伝えた。佐々木武雄陸軍大尉を中心とする国粋主義者達が首相官邸に続いて小石川の鈴木邸を襲撃し（宮城事件）、鈴木首相は警護官に間一髪救い出された。正午、昭和天皇による玉音放送がラジオで放送された。
東久邇宮内閣、第1次吉田内閣、片山内閣では連合国軍最高司令官総司令部（GHQ） との折衝に明け暮れる。東久邇宮内閣で重光葵外相が辞任することになり、緒方竹虎内閣書記官長が、吉田茂へ後任外相就任要請の使者を出し、首相官邸に出向いた吉田は受託する。すぐ親任式を行うことになったが、黒い靴を履いていなかった吉田は朝生の靴を借用して親任式に臨んだ。
昭和23年（1948年）人事院初代事務総長に就任、浅井清、佐藤達夫の歴代総裁の下で10年間務める。在任中佐藤栄作内閣官房長官、佐藤達夫とともに国家公務員法の大改正、スト規制法をつくりあげた。
昭和33年（1958年）6月、同郷・熊本県選出の松野頼三総理府総務長官 に引っ張られて総理府総務副長官に就任。松野頼三、福田篤泰、藤枝泉介、小平久雄の４代の長官に仕え、ILO、東京オリンピック誘致、交通対策を推進、伊勢湾台風の現地対策本部副本部長として毎日被災地を歩いた。
 東京オリンピック組織委員会次長として、おもに財政面を担当、東京オリンピック成功の陰の力となって働く。
昭和40年（1965年）　全国町村会事務局長に就任、札幌冬季五輪組織委員会事務総長を務め、沖縄協会会長の立場から、沖縄国際海洋博覧会組織委員会にも副会長として関わった。札幌冬季五輪組織委員会の競技部競技課の平主事として働き、朝生の要請で沖縄海洋博の実行委員も務め、障害者スキーの支援に関わった三笠宮寬仁親王は最高のボスだったと自著に記している。
昭和52年（1977年）から北方領土問題対策協議会会長として、「北方領土の日」を制定、政府がやる外交交渉の支えになるのは国民世論だとして、正しい主張を貫いて両国のわだかまりである北方領土問題の解決をすることが、日ソ両国の真の友好状態を作り上げる前提であるとしている。国際児童年の集中記念行事として愛知青少年公園で「世界と日本のこども展」を開催した
。
1999年逝去。制度作りに関わった、戦中戦後の内閣官房における文官制度改革や憲法改正についての検討資料が、昭和49年（1974年）7月と昭和62年（1987年）9月の二回にわたって国立公文書館へ寄贈され、「佐藤朝生関係文書」として保管されている。

## 家族
- 祖父：佐藤求五（熊本の惣庄屋)。墓碑銘は同郷の文部大臣・井上毅が撰書した[10]。
- 父：佐藤潤象（衆議院議員、大倉喜八郎らと事業を起した実業家）。
- 妻：富美子（朝日新聞編集主幹、海軍経理学校・早稲田大学教授を務めた経済学博士・牧野輝智の長女）[11][12]。

- 兄：佐藤敏人（外務官僚、サンフランシスコ総領事）。
  - 義姉：輝子（第六高等学校教授を務めた田中三四郎の長女、評論家の石垣綾子の姉）[13]。
  - 甥：佐藤晃一（日本銀行職員、ホテルオークラ社長）
  - 姪：華子（西田誠哉（次席国連大使、駐イタリア大使）の妻）。
- 弟：佐藤正二（外務官僚、外務事務次官や駐中国大使）。

## 関連サイト
- 首相官邸ホームページ：第57代 第2次岸内閣－昭和33年6月12日成立
- 首相官邸ホームページ：第2次岸内閣改造内閣－昭和34年6月18日改造
- 首相官邸ホームページ：第58代 第1次池田内閣－昭和35年7月19日成立
- 首相官邸ホームページ：第59代 第2次池田内閣－昭和35年12月8日成立
- 首相官邸ホームページ：第2次池田内閣 第1次改造内閣－昭和36年7月18日改造
- 国立公文書館デジタルアーカイブ　佐藤朝生関係文書